# ShadowCaster
ShadowCaster  est un jeu vidéo de rôle développé par Raven Software et publié par Origin Systems en 1993 sur DOS. Le jeu se déroule dans un univers médiéval-fantastique dans lequel le joueur incarne le jeune Kirt, dernier descendant d’une race disparue détenant le pouvoir de changer de forme pour se transformer en créature fantastique. Poursuivi par les troupes du renégat Malkor, Kirt doit apprendre à maitriser les techniques de transformations de sa race afin de vaincre ce dernier. Le jeu se déroule dans un environnement en trois dimensions, que le joueur observe en vue à la première personne, et mélange des éléments de jeux d’actions et de jeux de rôle.

## Accueil
| ShadowCaster |      |       |
| Média        | Pays | Notes |
| Gen4         | FR   | 94%   |
| Joystick     | FR   | 92 %  |
| Tilt         | FR   | 82 %  |